# 張淨惠
張淨惠（1996年5月17日—），台灣女子羽球選手。就讀臺北市立大學、國立臺灣師範大學競技系碩士。

## 簡歷
2014年9月，張淨惠出戰奧克蘭國際賽，與張莘恬合作赢得女子雙打冠軍，獲得個人生涯國際賽首冠。
2017年1月，張淨惠在第1次全國羽球排名賽，首次搭檔楊景惇便拿下女雙亞軍。

## 主要比賽成績
| 年份   | 賽事                         | 公開賽級別 | 項目     | 搭檔   | 成績   |
| ------ | ---------------------------- | ---------- | -------- | ------ | ------ |
| 2014年 | 亞洲青年羽毛球錦標賽         | 其他       | 混合團體 | －     | 準決賽 |
| 2014年 | 越南羽毛球國際挑戰賽         | 國際挑戰賽 | 女子雙打 | 張莘恬 | 準決賽 |
| 2014年 | 奧克蘭羽毛球國際賽           | 國際系列賽 | 女子雙打 | 張莘恬 | 冠軍   |
| 2015年 | 越南羽毛球國際挑戰賽         | 國際挑戰賽 | 女子雙打 | 張莘恬 | 準決賽 |
| 2015年 | 奧克蘭羽毛球國際賽           | 國際系列賽 | 女子雙打 | 張莘恬 | 準決賽 |
| 2017年 | 奧地利羽毛球公開賽           | 國際挑戰賽 | 女子雙打 | 楊景惇 | 準決賽 |
| 2017年 | 波蘭羽毛球公開賽             | 國際挑戰賽 | 混合雙打 | 柏禮維 | 準決賽 |
| 2018年 | 世界大学生羽毛球锦标赛       | 其他       | 混合團體 | －     | 季軍   |
| 2018年 | 世界大学生羽毛球锦标赛       | 其他       | 女子雙打 | 楊景惇 | 亞軍   |
| 2019年 | 葡萄牙羽毛球國際賽           | 國際系列賽 | 女子雙打 | 楊景惇 | 亞軍   |
| 2022年 | 斯洛文尼亞羽毛球國際賽       | 國際系列賽 | 女子雙打 | 李芷蓁 | 準決賽 |
| 2022年 | 奧地利羽毛球公開賽           | 國際系列賽 | 混合雙打 | 蘇力瑋 | 亞軍   |
| 2022年 | 波恩羽毛球國際賽賽           | 未來系列賽 | 女子雙打 | 李芷蓁 | 準決賽 |
| 2022年 | 南特羽毛球國際挑戰賽         | 國際挑戰賽 | 女子雙打 | 李芷蓁 | 準決賽 |
| 2022年 | 比利時羽毛球國際賽           | 國際挑戰賽 | 女子雙打 | 楊景惇 | 亞軍   |
| 2022年 | 雪梨羽毛球國際賽             | 國際系列賽 | 女子雙打 | 楊景惇 | 亞軍   |
| 2022年 | 雪梨羽毛球國際賽             | 國際系列賽 | 混合雙打 | 柏禮維 | 亞軍   |
| 2022年 | 本迪戈羽毛球國際賽           | 國際挑戰賽 | 女子雙打 | 楊景惇 | 亞軍   |
| 2022年 | 挪威羽毛球國際賽             | 國際系列賽 | 女子雙打 | 楊景惇 | 冠軍   |
| 2022年 | 愛爾蘭羽球公開賽             | 國際挑戰賽 | 女子雙打 | 楊景惇 | 冠軍   |
| 2023年 | 北馬里亞納羽毛球公開賽       | 國際挑戰賽 | 女子雙打 | 楊景惇 | 準決賽 |
| 2023年 | 夏季世界大學運動會羽毛球比賽 | 其他       | 混合團體 | －     | 金牌   |
| 2023年 | 印尼棉蘭羽毛球大師賽         | 超級100賽  | 女子雙打 | 楊景惇 | 亞軍   |
| 2023年 | 吉隆坡羽毛球大師賽           | 超級100賽  | 女子雙打 | 楊景惇 | 準決賽 |
| 2024年 | 西班牙馬德里羽球大師賽       | 超級300賽  | 女子雙打 | 楊景惇 | 準決賽 |
| 2024年 | 高雄羽球大師賽               | 超級100賽  | 女子雙打 | 楊景惇 | 準決賽 |
| 2024年 | 高雄羽球大師賽               | 超級100賽  | 混合雙打 | 柏禮維 | 準決賽 |
| 2025年 | 美國羽毛球公開賽             | 超級300賽  | 女子雙打 | 楊景惇 | 準決賽 |
| 2025年 | 加拿大羽毛球公開賽           | 超級300賽  | 女子雙打 | 楊景惇 | 準決賽 |

| 2007-2017年 | 首要超級賽 | 超級賽 | 黃金大獎賽 | 大獎賽 | 國際挑戰賽 | 國際系列賽 | 未來系列賽 | 其他 |

| 2018-2026年 | 總決賽 | 超級1000賽 | 超級750賽 | 超級500賽 | 超級300賽 | 超級100賽 | 國際挑戰賽 | 國際系列賽 | 未來系列賽 | 其他 |

### 奧運會和世錦賽參賽紀錄
|          | 搭檔   | 2015 | 2016 | 2017 | 2018 | 2019  | 2022 | 2023 |
| -------- | ------ | ---- | ---- | ---- | ---- | ----- | ---- | ---- |
| 女子雙打 | 張莘恬 | 32強 | －   | －   | －   | －    | －   | －   |
| 女子雙打 | 楊景惇 | －   | －   | 32強 | 32強 | 64強1 | 64強 | 32強 |

1 賽前退賽